# Dryfkotwa

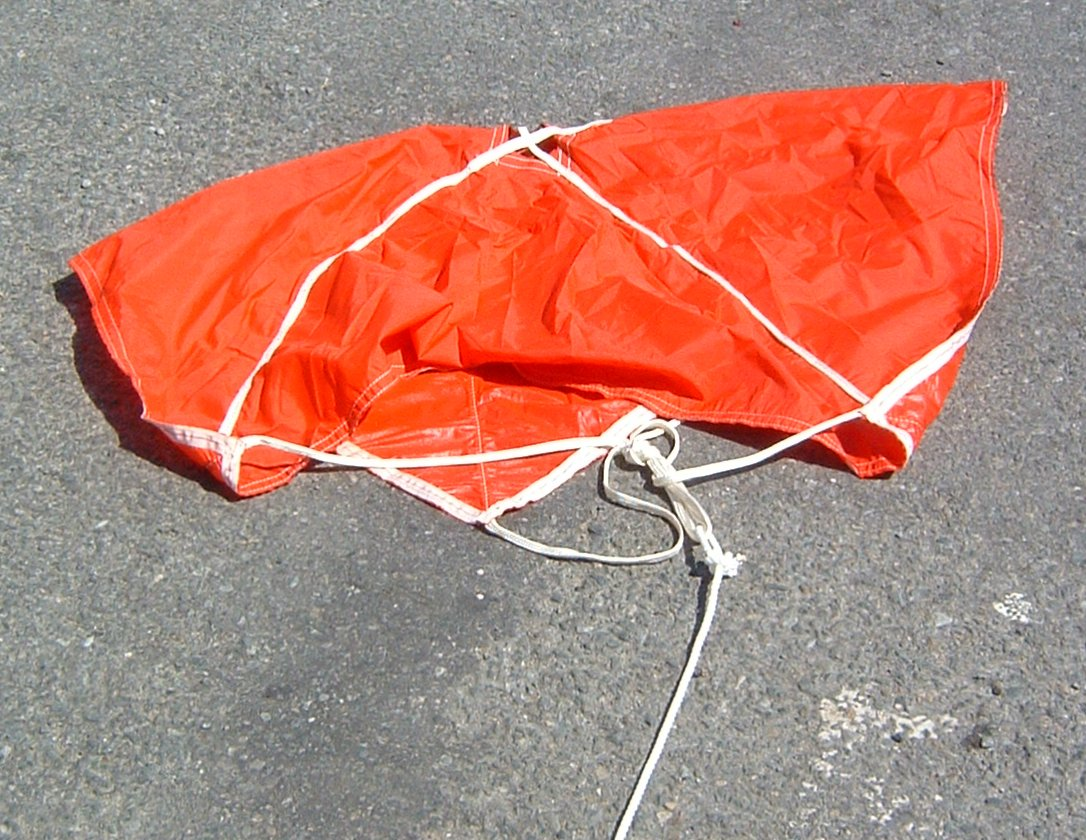
Dryfkotwa od tratwy lub łodzi ratunkowej

Dryfkotwa – rodzaj pływającej kotwicy w postaci czaszy przypominającej spadochron lub długiego, stożkowatego worka bez dna.

Dryfkotwa stożkowa. 1. Dryfkotwa 2. Lina kotwiczna 3. Lina do wciągania worka na pokład

Dryfkotwa wyrzucona za burtę jachtu, hamuje jego bieg i pomaga utrzymać jednostkę dziobem do fali przy sztormowaniu. Zadaniem dryfkotwy jest zmniejszenie prędkości dryfowania z wiatrem i falą oraz ustawienie jednostki dziobem do fali, co zapobiega jej przewróceniu na burtę. Stosuje się ją na jachtach przy zrzuconych żaglach, łodziach ratunkowych, itp. Dryfkotwa wyrzucana jest na dość długiej linie o wytrzymałości liny kotwicznej i długości regulowanej tak, by jacht i dryfkotwa jednocześnie wpływały na falę i schodziły w bruzdy (dzięki temu, zmniejsza się działające na kadłub szarpnięcia).
Podczas sztormowania, dryfkotwa może być uwiązana do rufy lub dziobu. Dryfkotwa jest stosowana niekiedy także przy dobijaniu np. na przyboju do plaży. Rodzaj dryfkotwy, w postaci różnych elementów wleczonych na linie za statkiem, był stosowany także na żaglowcach w czasie walki na morzu, przy podchodzeniu do przeciwnika, w celu zmylenia go. Statek z zarzuconą dryfkotwą sprawiał wrażenie dużo wolniejszego i mocno obciążonego statku handlowego. Statek płynął wtedy jednocześnie z dryfkotwą i pod pełnymi żaglami. W momencie rozpoczęcia ataku lub np. o zmroku, odcinano dryfkotwę i szybko podchodzono do przeciwnika.
W 27 Rozdziale Dziejów Apostolskich zachował się następujący opis użycia tego urządzenia podczas sztormu, który przeżył dziejopis prawie 2000 lat temu: "15 Gdy okręt został porwany i nie mógł stawić czoła wiatrowi, zdaliśmy się na jego łaskę i poniosły nas fale. 16 Podpłynąwszy pod pewną wyspę, zwaną Kauda , z trudem zdołaliśmy uchwycić łódź ratunkową, 17 a po wciągnięciu jej zabezpieczono okręt, opasując go linami. Z obawy, aby nie wpaść na Syrtę, zrzucili ruchomą kotwicę i tak się zdali na fale."